# Małżeństwo z rozsądku
Pour plus de détails, voir Fiche technique et Distribution.
Małżeństwo z rozsądku (Le Mariage de raison) est un film polonais de Stanisław Bareja sorti en salles le 1er janvier 1967.

## Synopsis
Les parents de Joanna vendent des vêtements à l'étalage. Leurs grands revenus cachés ne leur permettent pas de dormir tranquillement car il craignent des conséquences de l'état. Ils s'efforcent de marier leur fille à un artiste peintre ou de la pousser à devenir une artiste elle-même car c'est le seul métier en République populaire de Pologne qui permet des revenus incontrôlés.

## Fiche technique
- Titre original : Małżeństwo z rozsądku
- Réalisation : Stanisław Bareja
- Scénario : Krzysztof Gruszczyński
- Musique : Jerzy Matuszkiewicz
- Photographie : Franciszek Kądziołka
- Montage : Krystyna Rutkowska
- Décors : Anatol Radzinowicz
- Société de production : Zespół Filmowy Rytm
- Pays d'origine :  Pologne
- Langues originales : polonais
- Genre : Comédie, Film musical
- Format : couleur  - son mono
- Durée : 90 minutes
- Dates de sortie : 1er janvier 1967

## Distribution
- Daniel Olbrychski – Andrzej
- Elżbieta Czyżewska – Joanna
- Bohdan Łazuka – Edzio Siedlecki
- Hanka Bielicka – la mère de Joanna
- Bogumił Kobiela – "l'ingénieur" Kwilecki
- Wiesława Kwaśniewska – Magda
- Jacek Fedorowicz – le metteur en scène
- Wojciech Pokora – l'agent secret
- Andrzej Zaorski – l'artiste
- Wojciech Rajewski – le professeur Lipski
- Bolesław Płotnicki – le père de Joanna
- Kazimierz Wichniarz – le père de Magda
- Janina Romanówna – la tante d'Edzio Siedlecki
- Alicja Bobrowska – la femme de Kwilecki
- Cezary Julski – l'homme de main de Burczyk
- Jarema Stępowski – le marchand de tableaux
- Tadeusz Chyła – leader du groupe musical
- Stanisław Bareja – l'homme qui achète une veste
- Witold Dębicki – Majk
- Wiesław Michnikowski – l'agent
- Marek Bargiełowski - – l'acolyte de Kwilecki